# Den glada änkan (film)

Barcklind och Meissner i Oscarsteaterns uppsättning, rollporträtt 1907.

Den glada änkan är en svensk kort stumfilm från 1907. 

## Handling
Danilo bjuder upp Hanna Glawari och de två dansar ett par valser ur operettens andra akt. Fotografen har vevat ganska snabbt, varför rörelserna är påfallande långsamma. Vid ett tillfälle hamnar båda utanför bild.

## Om filmen
Inspelningen gjordes på Centralbadets tak och filmen premiärvisades 28 augusti 1907 på biograf Apollo i Stockholm.  Som förlaga har man Franz Lehárs operett  Den glada änkan (Die lustige Witwe) som i sin tur bygger på pjäsen L'attaché d'ambassade av Henri Meilhac. Filmen spelades in i samarbete med Oscarsteatern i Stockholm som gav operetten samma år som filmen spelades in.

## Rollista i urval
- Emma Meissner - Hanna Glawari
- Carl Barcklind - Danilo